# Ero comorensis
Ero comorensis là một loài nhện trong họ Mimetidae.
Loài này thuộc chi Ero. Ero comorensis được miêu tả năm 1996 bởi Emerit.